# Shō Eki
Shō Eki (尚 益, 7 décembre 1678 – 16 août 1712) est le 12e roi de la deuxième dynastie Shō du royaume de Ryūkyū. Il règne de 1710 à 1712.

## Biographie
Il serait né avec un bec de lièvre, ce qui tourmentait son grand-père Shō Tei. Un interprète de Ryūkyū du nom de Takamine Tokumei (en) (高嶺徳明) rencontre un médecin chinois, Huang Huiyou (黃會友) à Fuzhou. Huang apprend à Takamine comment réparer un bec de lièvre. Takamine revient à Ryūkyū en 1688 et restaure la lèvre du prince l'année suivante. 
Shō Eki succède à son grand-père Shō Tei en 1710 et meurt deux ans plus tard.

## Source de la traduction
- (en) Cet article est partiellement ou en totalité issu de l’article de Wikipédia en anglais intitulé « Shō Eki » (voir la liste des auteurs).